# Beopheung
Beopheung was koning van Silla van 514 tot 540.

## Context
Ten tijde van zijn vader Jijeong (500-514) verschoof de invloedssfeer van Koguryo naar Paekche. Paekche op zijn beurt werd beïnvloed door de Chinese keizer Wudi van de Liang-dynastie. Keizer Wudi was een aanhanger van het boeddhisme en introduceerde deze religie in het Koreaanse schiereiland. 
De hofhouding van Silla was gekant tegen deze nieuwe tendens. De boeddhistische monnik Ichadon bood zichzelf aan als martelaar opdat de koning zich zou bekeren. Ichadon stelde voor dat hij openbaar zou worden onthoofd en indien zijn bloed wit zou zijn het land het boeddhisme zou aannemen als staatsgodsdienst. Zo gebeurde. Op de vijftiende dag van de negende maand 527 werd Ichadon geëxecuteerd en warempel, een melkachtige vloeistof liep uit zijn lichaam. Sindsdien werd Silla een boeddhistisch land.